# Powerhouse Hobbs
William Hobson, meglio conosciuto con il ring name Powerhouse Hobbs (East Palo Alto, 23 gennaio 1991), è un wrestler statunitense sotto contratto con la All Elite Wrestling.

## Carriera

### All Elite Wrestling (2020-presente)

#### Varie faide e TNT Champion (2022-2023)
A Full Gear, Hobbs affrontò Samoa Joe e Wardlow in un three-way match con in palio il TNT Championship, ma fu Joe a trionfare.
Nel marzo 2023, vinse il face of the revolution ladder match, che vedeva in palio una chanche titolata al TNT Championship, titolo che riuscì a conquistare l'8 marzo grazie all'aiuto di QT Marshall. Mantenne la cintura per 42 giorni, quando la perse il 19 aprile a Dynamite contro Wardlow.

## Personaggio

### Mosse finali
- Town Business (pumphandle lift into sitout side powerslam)
- Powerslam[3]
- Spinebuster[3]

### Soprannomi
- "The Embodiment Of Willpower"[8]

## Titoli e riconoscimenti
- All Elite Wrestling
  - AEW TNT Championship (1)[6]
- All Pro Wrestling
  - APW Tag Team Championship (3) – con Marcus Lewis[9]
  - APW Worldwide Internet Championship (3)[10]
- Championship Wrestling from Hollywood
  - UWN Tag Team Championship (1) – con Damien Grundy[11]
- Gold Rush Pro Wrestling
  - GRPW Dynamite Division Championship (1)[12]
- Pro Championship Wrestling
  - PCW Tag Team Championship (1) – con Mitch Valentine[13]
- Pro Wrestling Illustrated
  - 93° tra i migliori 500 wrestler singoli della PWI 500 (2021)[14]